# Mostafa Shebeita
Mostafa Yehia Mohamed Shebeita (in arabo مصطفى شبيطة‎?; Banha, 10 maggio 1986) è un calciatore egiziano, centrocampista del Wadi Degla.

## Carriera

### Club
Muove i suoi primi passi nelle giovanili dell'Al-Ahly. Esordisce in prima squadra il 21 luglio 2009 contro l'Haras El-Hodood in Supercoppa d'Egitto, subentrando nella ripresa al posto di Hany El Agazy. Non riuscendo a trovare spazio, complice la presenza in rosa Mohamed Shawky e Hossam Ghaly, il 15 luglio 2010 passa in prestito al Wadi Degla. L'8 agosto 2011 il Wadi Degla riscatta il cartellino del giocatore in cambio di 1.75 milioni di EGP.
Complice anche la sospensione del campionato egiziano, nel 2013 passa in prestito al Lierse, società satellite del Wadi Degla. Il 9 agosto 2013 si accorda con il Petrojet. L'11 gennaio 2018 viene tesserato dal Misr Lel Makasa, firmando un contratto valido per tre anni e mezzo. Il 1º ottobre 2021 torna al Wadi Degla, retrocesso nella seconda divisione egiziana.

### Nazionale
Nel 2009 viene inserito dal CT Hassan Shehata nella lista dei 32 giocatori pre-convocati in vista della Coppa d'Africa 2010. Il 1º gennaio 2010 viene però escluso della lista ufficiale dei 23 convocati per la competizione.

## Statistiche

### Presenze e reti nei club
Statistiche aggiornate al 25 agosto 2021.
| Stagione               | Squadra                | Campionato             | Campionato | Campionato | Coppe nazionali | Coppe nazionali | Coppe nazionali | Coppe continentali | Coppe continentali | Coppe continentali | Altre coppe | Altre coppe | Altre coppe | Totale | Totale |
| Stagione               | Squadra                | Comp                   | Pres       | Reti       | Comp            | Pres            | Reti            | Comp               | Pres               | Reti               | Comp        | Pres        | Reti        | Pres   | Reti   |
| ---------------------- | ---------------------- | ---------------------- | ---------- | ---------- | --------------- | --------------- | --------------- | ------------------ | ------------------ | ------------------ | ----------- | ----------- | ----------- | ------ | ------ |
| 2007-2008              | Suez Cement            | PL                     | 9          | 1          | CE              | 0               | 0               | -                  | -                  | -                  | -           | -           | -           | 9      | 1      |
| 2008-2009              | Itesalat               | PL                     | 25         | 0          | CE              | 0               | 0               | -                  | -                  | -                  | -           | -           | -           | 25     | 0      |
| 2009-2010              | Al-Ahly                | PL                     | 15         | 1          | CE              | 0               | 0               | CCL                | 3                  | 0                  | SE          | 1           | 0           | 19     | 1      |
| 2010-2011              | Wadi Degla             | PL                     | 25         | 3          | CE              | 0               | 0               | -                  | -                  | -                  | -           | -           | -           | 25     | 3      |
| 2011-2012              | Wadi Degla             | PL                     | 13         | 0          | -               | -               | -               | -                  | -                  | -                  | -           | -           | -           | 13     | 0      |
| 2012-gen. 2013         | Wadi Degla             | PL                     | 0          | 0          | CE              | 0               | 0               | -                  | -                  | -                  | -           | -           | -           | 0      | 0      |
| Totale Wadi Degla      | Totale Wadi Degla      | Totale Wadi Degla      | 38         | 3          |                 | 0               | 0               |                    | -                  | -                  |             | -           | -           | 38     | 3      |
| gen.-giu. 2013         | Lierse                 | PL                     | 3+4        | 0          | CB              | -               | -               | -                  | -                  | -                  | -           | -           | -           | 7      | 0      |
| 2013-2014              | Petrojet               | PL                     | 19+3       | 2          | CE              | 1               | 0               | -                  | -                  | -                  | -           | -           | -           | 23     | 2      |
| 2014-2015              | Petrojet               | PL                     | 36         | 3          | CE              | 4               | 1               | CC                 | 4                  | 1                  | -           | -           | -           | 44     | 5      |
| 2015-2016              | Petrojet               | PL                     | 31         | 1          | CE              | 1               | 0               | -                  | -                  | -                  | -           | -           | -           | 32     | 1      |
| 2016-2017              | Petrojet               | PL                     | 32         | 4          | CE              | 2               | 0               | -                  | -                  | -                  | -           | -           | -           | 34     | 4      |
| 2017-gen. 2018         | Petrojet               | PL                     | 18         | 1          | CE              | 2               | 2               | -                  | -                  | -                  | -           | -           | -           | 20     | 3      |
| Totale Petrojet        | Totale Petrojet        | Totale Petrojet        | 136+3      | 11         |                 | 10              | 3               |                    | 4                  | 1                  |             | -           | -           | 153    | 15     |
| gen.-giu. 2018         | Misr Lel Makasa        | PL                     | 3          | 0          | CE              | 0               | 0               | CCL                | 1                  | 0                  | -           | -           | -           | 4      | 0      |
| 2018-2019              | Misr Lel Makasa        | PL                     | 11         | 0          | CE              | 1               | 0               | -                  | -                  | -                  | -           | -           | -           | 12     | 0      |
| 2019-2020              | Misr Lel Makasa        | PL                     | 19         | 1          | CE              | 2               | 0               | -                  | -                  | -                  | -           | -           | -           | 21     | 1      |
| 2020-2021              | Misr Lel Makasa        | PL                     | 24         | 0          | CE              | 1               | 0               | -                  | -                  | -                  | -           | -           | -           | 25     | 0      |
| Totale Misr Lel Makasa | Totale Misr Lel Makasa | Totale Misr Lel Makasa | 57         | 1          |                 | 4               | 0               |                    | 1                  | 0                  |             | -           | -           | 62     | 1      |
| Totale carriera        | Totale carriera        | Totale carriera        | 290        | 17         |                 | 14              | 3               |                    | 8                  | 1                  |             | 1           | 0           | 313    | 21     |

## Palmarès

### Club

#### Competizioni nazionali
- Campionato egiziano: 1

Al-Ahly: 2009-2010